# Santa Maria (Laguna)
Santa Maria è una municipalità di quarta classe delle Filippine, situata nella Provincia di Laguna, nella Regione del Calabarzon.
Santa Maria è formata da 25 baranggay:
- Adia
- Bagong Pook
- Bagumbayan
- Barangay I (Pob.)
- Barangay II (Pob.)
- Barangay III (Pob.)
- Barangay IV (Pob.)
- Bubukal
- Cabooan
- Calangay
- Cambuja
- Coralan
- Cueva

- Inayapan
- Jose Laurel Sr.
- Jose Rizal
- Kayhakat
- Macasipac
- Masinao
- Mataling-Ting
- Pao-o
- Parang Ng Buho
- Santiago
- Talangka
- Tungkod